# Selección femenina de waterpolo de España
La selección femenina de waterpolo de España es el equipo formado por waterpolistas de nacionalidad española, que representa a España a través de la Real Federación Española de Natación (RFEN) que la dirige, en las competiciones internacionales de waterpolo organizadas por la Federación Internacional de Natación (FINA), la Liga Europea de Natación (LEN) o el Comité Olímpico Internacional (COI).
España es una de las grandes potencias del waterpolo y una de las selecciones más laureadas. Es la vigente campeona olímpica (2024). Ostenta al igual que en categoría masculina la «triple corona», al haberse proclamado en las tres grandes competiciones, campeona olímpica en 2024 y subcampeona en 2012 y 2020; campeona mundial en 2013 y subcampeona en 2017 y 2019; y tricampeona continental en 2014, 2020 y 2022, y subcampeona en 2008 y 2024.

## Historia

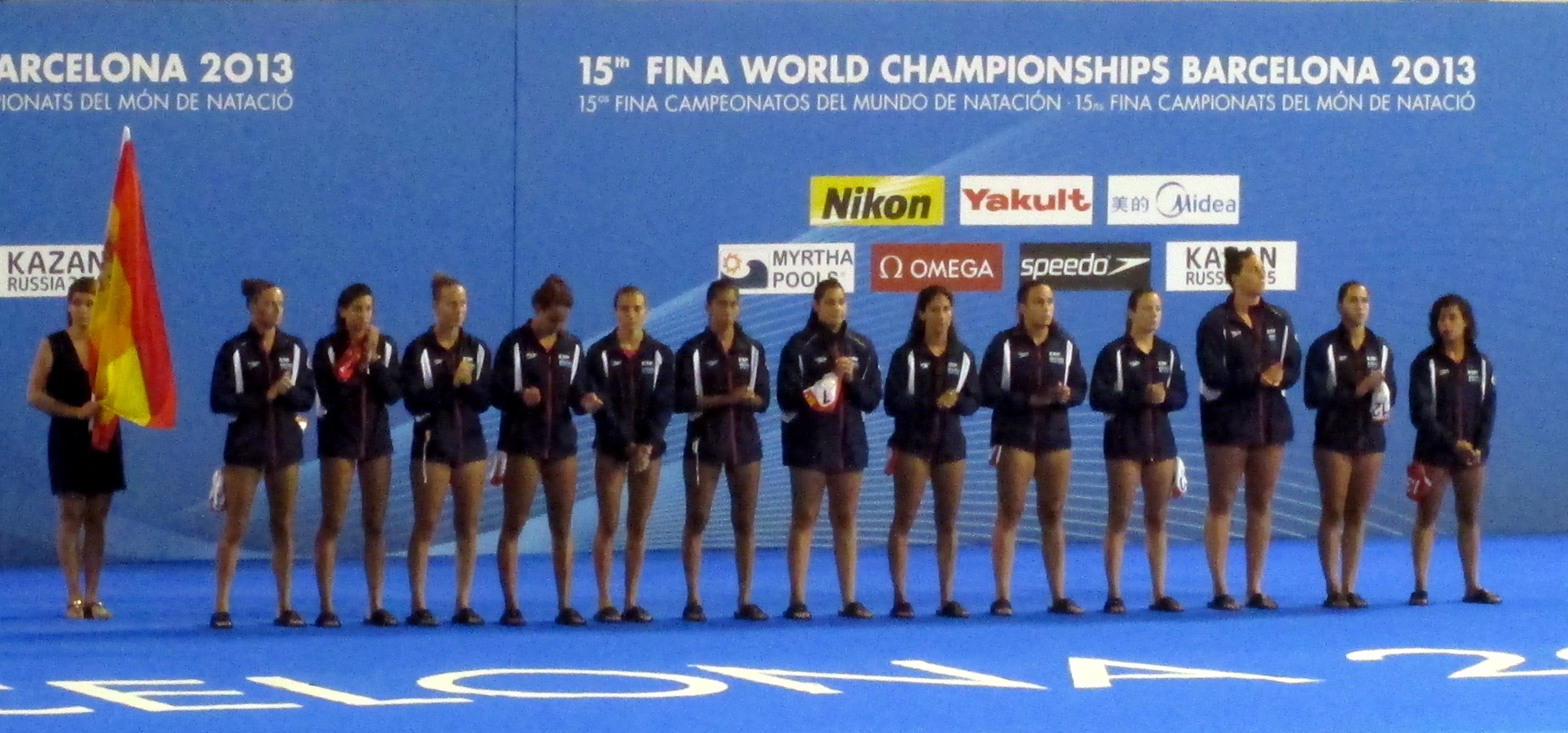
Las internacionales españolas, formando antes de la final del Mundial de Barcelona 2013.

La selección nacional femenina de waterpolo, se proclamó entre 2012 y 2014, campeona mundial y europea, además de subcampeona olímpica, constituyendo el periodo más brillante en la historia del waterpolo femenino español, solo precedido a nivel de éxitos, por el subcampeonato logrado en el Europeo de Málaga 2008, donde la selección española conquistó su primera medalla en un gran torneo.
A continuación, se detallan los éxitos de la selección en el periodo 2012-2014: Juegos Olímpicos de Londres 2012, Campeonato Mundial de Barcelona 2013 y Campeonato de Europa de Budapest 2014.

### Juegos Olímpicos de Londres 2012
En los Juegos Olímpicos de Londres 2012, la selección nacional femenina hizo su debut en una Olimpiadas. Encuadrada en el grupo A del Torneo, tuvo como rivales a Hungría, China y los Estados Unidos.
El 9 de agosto, disputó la final en el Water Polo Arena teniendo como rival a los Estados Unidos (selección que nunca había sido campeona olímpica, pero que siempre se había subido al podio desde que se aprobó esta modalidad en Sídney 2000). En el palco estuvo apoyando a las chicas de Miki Oca, S.A.R. Felipe. Jennifer Pareja y Anni Espar fueron elegidas en el equipo ideal del torneo.

### Mundial de Barcelona 2013
Un año después, España disputaba como anfitriona, el Campeonato Mundial en Barcelona. Fue la cabeza de serie del grupo A y tuvo como rivales a Holanda, Rusia y Uzbekistán. Clasificaron como segundas tras Rusia para la fase final, enfrentándose a Nueva Zelanda en octavos, a la que derrotaron claramente por 18–6. En cuartos, se reeditó la final olímpica disputada en Londres en 2012 ante Estados Unidos. España se impuso a las estadounidenses 9–6, tomándose la revancha de la final olímpica. En semifinales, España derrotó por 13–12 a Hungría, en un vibrante partido. El 2 de agosto, en una Picornell abarrotada para presenciar la final ante Australia, España se proclamó campeona del mundo ante su público, por 8–6. Jennifer Pareja fue nombrada como MVP del torneo y Laura Ester fue elegida como la mejor portera.
España hizo historia al ser el primer país anfitrión de un Mundial en lograr el oro. Además, este triunfo convierte al waterpolo, en el primer deporte olímpico en el que España es campeona del mundo, tanto en categoría femenina como masculina.

### Europeo de Budapest 2014
Consecutivamente en 2014, la selección consiguió la medalla de oro en Campeonato de Europa de Budapest 2014, siendo la primera vez que una selección española, masculina o femenina, conseguía proclamarse campeona continental de waterpolo y colocando a España, como la vigente campeona mundial y continental, además de subcampeona olímpica.

## Jugadoras

### Última convocatoria
Convocatoria del seleccionador nacional, Miguel Ángel Oca, para los Juegos Olímpicos de París 2024:
| Dorsal | Nombre               | Edad | Altura (m) | Club           |
| ------ | -------------------- | ---- | ---------- | -------------- |
| 1      | Laura Ester          | 34   | 1.70       | CN Sabadell    |
| 2      | Isabel Piralkova     | 19   | 1.73       | CN Terrasa     |
| 3      | Anna Espar           | 31   | 1.80       | CN Mataró      |
| 4      | Beatriz Ortiz        | 28   | 1.76       | CN Sabadell    |
| 5      | Nona Pérez           | 21   | 1.69       | CN Sant Andreu |
| 6      | Paula Crespí         | 26   | 1.75       | CN Sant Andreu |
| 7      | Elena Ruiz           | 19   | 1.70       | CN Sant Andreu |
| 8      | María del Pilar Peña | 37   | 1.72       | CN Terrasa     |
| 9      | Judith Forca         | 27   | 1.75       | CN Sabadell    |
| 10     | Paula Camus          | 22   | 1.80       | CN Terrasa     |
| 11     | Maica García         | 33   | 1.88       | CN Sabadell    |
| 12     | Paula Leitón         | 24   | 1.89       | CN Sabadell    |
| 13     | Martina Terré        | 21   | 1.75       | CN Sant Andreu |

## Historial

### Juegos Olímpicos
| Juegos Olímpicos | Juegos Olímpicos | Juegos Olímpicos     | Juegos Olímpicos | Juegos Olímpicos | Juegos Olímpicos |
| ---------------- | ---------------- | -------------------- | ---------------- | ---------------- | ---------------- |
| Sídney 2000:     | No clasificó     | Atenas 2004:         | No clasificó     | Pekín 2008:      | No clasificó     |
| Londres 2012:    | Medalla de plata | Río de Janeiro 2016: | 5.º              | Tokio 2020:      | Medalla de plata |
| París 2024:      | Medalla de oro   |                      |                  |                  |                  |

### Mundiales
| Campeonato Mundial | Campeonato Mundial | Campeonato Mundial | Campeonato Mundial | Campeonato Mundial | Campeonato Mundial |
| ------------------ | ------------------ | ------------------ | ------------------ | ------------------ | ------------------ |
| Perth 1998:        | 9.º                | Barcelona 2003:    | 8.º                | Montreal 2005:     | 11.º               |
| Melbourne 2007:    | 7.º                | Roma 2009:         | 8.º                | Shanghái 2011:     | 11.º               |
| Barcelona 2013:    | Medalla de oro     | Kazán 2015:        | 7.º                | Budapest 2017:     | Medalla de plata   |
| Gwangju 2019:      | Medalla de plata   | Budapest 2022:     | 5.º                | Fukuoka 2023:      | Medalla de plata   |
| Doha 2024:         | Medalla de bronce  | Singapur 2025:     | Medalla de bronce  |                    |                    |

### Europeos
| Campeonato Europeo | Campeonato Europeo | Campeonato Europeo | Campeonato Europeo | Campeonato Europeo | Campeonato Europeo |
| ------------------ | ------------------ | ------------------ | ------------------ | ------------------ | ------------------ |
| Leeds 1993:        | 9.°                | Viena 1995:        | 9.°                | Sevilla 1997:      | 4.°                |
| Prato 1999:        | 6.°                | Budapest 2001:     | 6.°                | Liubliana 2003:    | 6.°                |
| Belgrado 2006:     | 4.°                | Málaga 2008:       | Medalla de plata   | Zagreb 2010:       | 6.°                |
| Eindhoven 2012:    | 5.°                | Budapest 2014:     | Medalla de oro     | Belgrado 2016:     | 4.°                |
| Barcelona 2018:    | Medalla de bronce  | Budapest 2020:     | Medalla de oro     | Split 2022:        | Medalla de oro     |
| Eindhoven 2024:    | Medalla de plata   |                    |                    |                    |                    |

### Otros campeonatos
- Copa Mundial: (2)
- Liga Mundial: (1) , (1)
- Juegos Mediterráneos: (1)
- Juegos Europeos: (1)

## Categorías juveniles
| Selección Sub-20 - Mundial sub-20: - Campeona (2): 2011, 2021. - Subcampeona (4): 2013, 2015, 2023, 2025. - Tercer puesto (1): 2003. Selección Sub-18 - Mundial sub-18: - Campeona (2): 2018, 2024. - Subcampeona (1): 2016. Selección Sub-16 - Mundial sub-16: - Campeona (1): 2024. - Tercer puesto (1): 2022. | Selección Sub-19 - Europeo sub-19: - Campeona (3): 2018, 2022, 2024. - Subcampeona (2): 2010, 2016. - Tercer puesto (2): 2002, 2014. Selección Sub-18 - Europeo sub-17/18: - Campeona (2): 2017, 2019. - Subcampeona (4): 2010, 2013, 2015, 2023. - Tercer puesto (2): 2007, 2011. Selección Sub-16 - Europeo sub-15/16: - Campeona (3): 2019, 2023, 2025. - Tercer puesto (1): 2021. |

## Distinciones
| Galardón                                                       | Año  |
| -------------------------------------------------------------- | ---- |
| Premio Nacional del Deporte «Mejor Selección Española del Año» | 2012 |